# Maison à Veliko Krčmare
La maison à Veliko Krčmare (en serbe cyrillique : Кућа у Великом Крчмару ; en serbe latin : Kuća u Velikom Krčmaru) se trouve à Veliko Krčmare, dans la municipalité de Rača et dans le district de Šumadija en Serbie. Elle est inscrite sur la liste des monuments culturels protégés de la république de Serbie (identifiant no SK 353).

## Présentation
À Veliko Krčmare, au hameau de Cukićki kraj se trouve la maison du voïvode Pavle Cukić, une personnalité du premier soulèvement serbe contre les Ottomans.
De plan rectangulaire, c'est un édifice spacieux divisé en quatre espaces symétriquement disposés. Le sol qui, à l'origine, était constitué de terre compacte, a plus tard été remplacé par un plancher en bois. Le toit à quatre pans est recouvert de tuiles.